# Liste der Kulturgüter in Interlaken
Die Liste der Kulturgüter in Interlaken enthält alle Objekte in der Gemeinde Interlaken im Kanton Bern, die gemäss der Haager Konvention zum Schutz von Kulturgut bei bewaffneten Konflikten, dem Bundesgesetz vom 20. Juni 2014 über den Schutz der Kulturgüter bei bewaffneten Konflikten sowie der Verordnung vom 29. Oktober 2014 über den Schutz der Kulturgüter bei bewaffneten Konflikten unter Schutz stehen.
Objekte der Kategorie A und B sind vollständig in der Liste enthalten, Objekte der Kategorie C fehlen zurzeit (Stand: 27. Februar 2024). Unter übrige Baudenkmäler sind geschützte Objekte zu finden, die im Bauinventar des Kantons Bern als «schützenswert» verzeichnet sind.

## Kulturgüter
| Foto |                                                                                                  | Objekt                                                               | Kat. | Typ | Standort                                    | Beschreibung |
| ---- | ------------------------------------------------------------------------------------------------ | -------------------------------------------------------------------- | ---- | --- | ------------------------------------------- | --- |
| ja   | Datei hochladen · Wikidata zu Kursaal (Q257727)                                                  | Kursaal KGS-Nr.: 00954                                               | A    | G   | Strandbadstrasse 44 632094 / 170902         | Die Bausubstanz des 1859 errichteten Kursaals stammt vorwiegend von den Umbauten in den Jahren 1899 bis 1910. Grosszügig angelegter Komplex in Mischbauweise; auf den Höheweg ausgerichtete, stark gegliederte Hauptfront hinter weitläufiger Parkanlage. Charakteristisch ist die Mischung einheimischer Motive (Ründe im Heimatstil, Holzbauteile) mit Stilen aus aller Welt (Neobarock, fernöstliche Motive, Jugendstil). |
| ja   | Datei hochladen · Wikidata zu Hotel Victoria-Jungfrau (Q2522688)                                 | Hotel Victoria-Jungfrau KGS-Nr.: 00955                               | A    | G   | Höheweg 41, 47 631987 / 170677              | 1864/65 von Jakob Friedrich Studer und Horace Edouard Davinet erbautes Luxushotel im Stil des Historismus. Hochrepräsentativer fünfteiliger Baukörper, ostseitig durch einen Turm unter Viereckkuppel abgeschlossen. Die dem Höheweg zugewandte palastähnliche Fassade wird durch Ecklisenen, Gesimse und Pfeilerportikus gegliedert. Im Innern befinden sich ein von Galerien gesäumter Lichthof und Gesellschaftsräume. |
| ja   | Datei hochladen · Wikidata zu Hotel Royal-St.Georges (Q19362611)                                 | Hotel Royal-St. Georges KGS-Nr.: 00957                               | A    | G   | Höheweg 139 632436 / 170927                 | 1906/07 erbautes Hotel im Stil des späten Historismus neobarocker Prägung. Der vornehme Massivbau unter Mansarddach besitzt eine asymmetrische, reich gegliederte Hauptfassade, bestehend aus Risalit mit Kolossalordnung sowie als Eckturm ausgebildete und ostseitige Fensterachse unter verspieltem Dach. Daran vorgebaut ist ein Speisesaal- und Salontrakt mit repräsentativem Eingang. |
| ja   | Datei hochladen · Wikidata zu Kloster Interlaken (Q1775392)                                      | Ehemalige Klosterbauten KGS-Nr.: 00960                               | A    | G   | Schloss 1–11 632556 / 170755                | Ehemalige Propstei der Augustiner-Chorherren, um 1130 gegründet und 1528 säkularisiert. Später Nutzung als Amtssitz der bernischen Vogteiverwaltung und als Spital. Der Westflügel wurde 1748 abgebrochen und an seiner Stelle entstand das Neue Schloss. Dieser herrschaftlich proportionierte Massivbau unter imposantem Knickwalmdach wird durch schlichte Lisenen zurückhaltend gegliedert und besitzt sorgfältig bearbeitete Tür- und Fenstergewände. Hinzu kommen die erhalten gebliebenen Teile des Klosters und Nebengebäude. |
| BW   | Datei hochladen · Wikidata zu Mittelalterliche-neuzeitliche ehemalige Klosteranlage (Q111465504) | Mittelalterliche-neuzeitliche ehemalige Klosteranlage KGS-Nr.: 16530 | A    | F   | Schloss 632556 / 170755                     | |
| ja   | Datei hochladen · Wikidata zu Lötschberg (Q16039116)                                             | Dampfschiff Lötschberg KGS-Nr.: 16771                                | A    | X   | Ländte 632929 / 171270                      | |
| ja   | Datei hochladen · Wikidata zu Hotel Beaurivage (Q29673469)                                       | Hotel Beau Rivage KGS-Nr.: 00956                                     | B    | G   | Höheweg 211 632580 / 171035                 | 1899/1900 von Horace Edouard Davinet erbautes Luxushotel im französisch geprägten Neorenaissance-Stil. Hoch repräsentativer, beeindruckender Baukörper unter Mansarddach, der Mittelrisalit der Hauptfront nimmt durch die Kolossalordnung mit Arkaden eine beherrschende Stellung ein und ein polygonaler Eckturm akzentuiert die der Strassenkreuzung zugewandte Seite. Trotz diverser Erweiterungen ist das äussere Erscheinungsbild weitgehend erhalten geblieben.                                                                |
| ja   | Datei hochladen · Wikidata zu Kiosk (Q29673892)                                                  | Kiosk KGS-Nr.: 00958                                                 | B    | G   | Höhenweg 117, 125 632360 / 170870           | Zwei benachbarte, im Jahr 1904 erbaute Verkaufspavillons aus Holz mit Jugendstil-Anklängen. Bemerkenswerte Zeugen der Oberländer Tourismusarchitektur mit Walmdächern, Quergiebeln und Türmchen. |
| ja   | Datei hochladen · Wikidata zu Kraftwerk am Kanal von Interlaken (Q21037314)                      | Kraftwerk KGS-Nr.: 00959                                             | B    | G   | Kanalpromenade 2, 4, 6 631485 / 170240      | 1893/94 erbautes Laufwasserkraftwerk am Aarekanal, 1924 um eine Achse verlängert. Geräumige Hallenkonstruktion in Massivbauweise mit rustikalem Bruchsteinsockel und qualitätvoller, durch geschicktes Farbkonzept akzentuierte Detailgestaltung in zeittypischer Materialvielfalt. Das Grundraster ist eine gebänderte Lisenengliederung mit Strukturputz, worauf ein verkröpftes Backsteindekor appliziert wurde. |
| ja   | Datei hochladen · Wikidata zu Bödelibad (Q29673007)                                              | Bödelibad KGS-Nr.: 09915                                             | B    | G   | Unterseen, Untere Goldey 63 632100 / 171100 | Die 1930/31 an der Aare erbaute Badeanstalt im Stil der Moderne ist eine formal durchgebildete Anlage in Sichtbeton. An das zentrale, halbkreisförmig vorspringende Restaurant mit quadratischem Uhrturm schliessen sich beidseitig – durch regelmässige Stützenstellung geprägte – zweigeschossige Garderobentrakte an. Diese werden je durch einen rechtwinklig angefügten, eingeschossigen Flügelbau mit Sonnenterrasse abgeschlossen. Bauingenieur war Beda Hefti. Das Objekt befindet sich auf dem Gemeindegebiet von Unterseen  |
| ja   | Datei hochladen · Wikidata zu Hotel Harder–Minerva (Q111467391)                                  | Hotel Harder–Minerva KGS-Nr.: 16780                                  | B    | G   | Harderstrasse 15 631871 / 170682            | Hotel Harder–Minerva, erbaut um 1890/91 |

## Übrige Baudenkmäler
Hinweis: Anstelle der KGS-Nummer wird als Objekt-Identifikator (ID) die Grundstücksnummer verwendet.
| ID         | Foto |                                                                                          | Objekt                                                                     | Typ | Standort                                  | Beschreibung |
| ---------- | ---- | ---------------------------------------------------------------------------------------- | -------------------------------------------------------------------------- | --- | ----------------------------------------- | --- |
| 2          | ja   | Datei hochladen · Wikidata zu Ehemalige Kantonalbank (1912) (Q125954413)                 | Ehemalige Kantonalbank (1912)                                              | G   | Höheweg 2 631832 / 170504                 | 1911/12 erbaut, beherbergte das Gebäude einst die Berner Kantonalbank. Heutzutage wird es als Geschäftshaus genutzt. Massivbau mit zeittypischer Mischung von Späthistorismus und neubarockem Heimatspiel. Insbesondere die Fassadengestaltung mit dem kraftvollen Kopfbau sticht hervor. |
| 2          | ja   | Datei hochladen · Wikidata zu Ehemalige Post / Bankgebäude (1886–1888) (Q125954788)      | Ehemalige Post / Bankgebäude (1886–1888)                                   | G   | Höheweg 3 631818 / 170521                 | |
| 18         | ja   | Datei hochladen · Wikidata zu Ehemalige Klosterkirche / Heute Schlosskirche (Q125949376) | Ehemalige Klosterkirche / Heute Schlosskirche (1. Viertel 14. Jahrhundert) | G   | Schloss 17 632541 / 170785                | |
| 20         | BW   | Datei hochladen                                                                          | Schlossmauer (1762)                                                        | G   | Schloss N.N. 632592 / 170674              | |
| 58         | BW   | Datei hochladen                                                                          | Altes Amtshaus (um 1830)                                                   | G   | Jungfraustrasse 57 632009 / 170447        | |
| 62         | ja   | Datei hochladen · Wikidata zu Passerelle Goldey Interlaken - Unterseen (Q126301124)      | Goldeysteg (1900)                                                          | G   | Reckweg N.N. 631822 / 170944              | Das Objekt liegt hälftig auf dem Gemeindegebiet von Interlaken (ID 62) und Unterseen (ID 15) |
| 100        | ja   | Datei hochladen · Wikidata zu Brunnen (2. Hälfte 19. Jahrhundert) (Q112777984)           | Brunnen (2. Hälfte 19. Jahrhundert)                                        | K   | Marktgasse N.N. 631650 / 170661           | |
| 149        | ja   | Datei hochladen · Wikidata zu Ehemaliges Zollhaus (um 1740) (Q126301110)                 | Ehemaliges Zollhaus (um 1740)                                              | G   | Höheweg 221 632860 / 171170               | |
| 156        | BW   | Datei hochladen                                                                          | Wohn- und Geschäftshaus (1912)                                             | G   | Rosenstrasse 10 631861 / 170384           | |
| 158        | BW   | Datei hochladen                                                                          | Wohnhaus (1912/13)                                                         | G   | Bahnhofstrasse 3 631796 / 170479          | |
| 169        | ja   | Datei hochladen · Wikidata zu Römisch-katholische Heiliggeistkirche (Q55412392)          | Römisch-katholische Heiliggeistkirche (1906–1908)                          | G   | Schlossstrasse 2 632553 / 170843          | |
| 169        | ja   | Datei hochladen · Wikidata zu Römisch-katholisches Pfarramt (1901) (Q126327140)          | Römisch-katholisches Pfarramt (1901)                                       | G   | Schlossstrasse 4 632564 / 170826          | |
| 169        | ja   | Datei hochladen · Wikidata zu Beatushaus (1956) (Q126301060)                             | Beatushaus (1956)                                                          | G   | Schlossstrasse 4a 632548 / 170826         | |
| 171        | ja   | Datei hochladen · Wikidata zu Wettersäule (1876) (Q126301134)                            | Wettersäule (1876)                                                         | K   | Höheweg N.N. 631995 / 170604              | |
| 173        | BW   | Datei hochladen                                                                          | Kursaal (1859)                                                             | K   | Strandbadstrasse 32 632055 / 170971       | |
| 181        | BW   | Datei hochladen                                                                          | Villa Victoria (1854)                                                      | G   | Viktoriastrasse 10 631944 / 170844        | |
| 204        | ja   | Datei hochladen · Wikidata zu Wohnhaus mit Laden (um 1890/1895) (Q126301156)             | Wohnhaus mit Laden (um 1890/1895)                                          | G   | Neugasse 9 631766 / 170666                | |
| 209        | BW   | Datei hochladen                                                                          | Gebäudekonglomerat (1913)                                                  | G   | Bahnhofstrasse 1 631802 / 170485          | |
| 222        | BW   | Datei hochladen                                                                          | Wohn- und Geschäftshaus (1908)                                             | G   | Centralstrasse 4 631878 / 170442          | |
| 224        | BW   | Datei hochladen                                                                          | Villa Roseneck (1901)                                                      | G   | Rosenstrasse 30 631892 / 170280           | |
| 260        | ja   | Datei hochladen · Wikidata zu Chalet Diana (um 1880) (Q126301103)                        | Chalet Diana (um 1880)                                                     | G   | Höheweg 197 632481 / 170929               | |
| 264        | BW   | Datei hochladen                                                                          | Villa Margaretha (1902)                                                    | G   | Aarmühlestrasse 13 631775 / 170364        | |
| 265        | BW   | Datei hochladen                                                                          | Wohnhaus (um 1902)                                                         | G   | Aarmühlestrasse 11 631786 / 170372        | |
| 274        | BW   | Datei hochladen                                                                          | Rückwärtiger Klassentrakt der Sekundarschule (1960–1962)                   | G   | Alpenstrasse 23a 632464 / 170547          | |
| 338        | BW   | Datei hochladen                                                                          | Wohn- und Geschäftshaus (um 1860)                                          | G   | Postgasse 2 631860 / 170539               | |
| 382        | BW   | Datei hochladen                                                                          | Wohnhaus mit Läden (1905)                                                  | G   | Unionsgasse 7 631903 / 170467             | |
| 392        | ja   | Datei hochladen · Wikidata zu Hotel Tenne (1898) (Q126326691)                            | Hotel Tenne (1898)                                                         | G   | Alpenstrasse 58 632901 / 170434           | |
| 401        | BW   | Datei hochladen                                                                          | Wohn- und Geschäftshaus (um 1900)                                          | G   | Centralstrasse 8 631901 / 170428          | |
| 402        | BW   | Datei hochladen                                                                          | Wohnhaus (um 1870)                                                         | G   | Blumenstrasse 15 631846 / 170633          | |
| 429        | ja   | Datei hochladen · Wikidata zu Hotel Interlaken (1906) (Q126301116)                       | Hotel Interlaken (1906)                                                    | G   | Höheweg 74 632488 / 170903                | |
| 451        | ja   | Datei hochladen · Wikidata zu Hotel Harder–Minerva (Q111467391)                          | Hotel Harder-Minerva (1890/91)                                             | G   | Harderstrasse 15 631869 / 170682          | |
| 472        | ja   | Datei hochladen · Wikidata zu Aarzelghaus (Q117439147)                                   | Aarzelghaus (1736)                                                         | G   | Harderstrasse 24 631879 / 170690          | |
| 516        | ja   | Datei hochladen · Wikidata zu Wohn- und Geschäftshaus (1912) (Q126301138)                | Wohn- und Geschäftshaus (1912)                                             | G   | Höheweg 12 631861 / 170516                | |
| 534        | ja   | Datei hochladen · Wikidata zu Villa May (1867) (Q126301129)                              | Villa May (1867)                                                           | G   | Alpenstrasse 28 632513 / 170485           | |
| 546        | BW   | Datei hochladen                                                                          | Villa Constance (1899–1901)                                                | G   | Postgasse 43 631774 / 170829              | |
| 567        | ja   | Datei hochladen · Wikidata zu Hotel Splendid (1908) (Q126301120)                         | Hotel Splendid (1908)                                                      | G   | Höheweg 33 631929 / 170571                | |
| 570        | BW   | Datei hochladen                                                                          | Wohn- und Geschäftshaus "Zur Stadt Paris" (1902/03)                        | G   | Rosenstrasse 2 631843 / 170437            | |
| 697        | ja   | Datei hochladen · Wikidata zu Wohn- und Geschäftshaus (1910) (Q126301140)                | Wohn- und Geschäftshaus (1910)                                             | G   | Höheweg 13 631892 / 170547                | |
| 698        | ja   | Datei hochladen · Wikidata zu Wohnhaus (um 1895) (Q126301152)                            | Wohnhaus (um 1895)                                                         | G   | Neugasse 3 631739 / 170650                | |
| 699        | BW   | Datei hochladen                                                                          | Villa (1905)                                                               | G   | Jungfraustrasse 81 632196 / 170369        | |
| 699        | BW   | Datei hochladen                                                                          | Gartenhaus (1906)                                                          | G   | Jungfraustrasse 81a 632230 / 170355       | |
| 703        | BW   | Datei hochladen                                                                          | Wohnhaus (um 1870/75)                                                      | G   | Viktoriastrasse 25 631909 / 170822        | |
| 704        | ja   | Datei hochladen · Wikidata zu Ehemalige Pension Sterchi (1827) (Q126301106)              | Ehemalige Pension Sterchi (1827)                                           | G   | Marktgasse 11 631757 / 170533             | |
| 706        | BW   | Datei hochladen                                                                          | Ehemalige Pension Aareck (um 1890)                                         | G   | Bahnhofstrasse 22 631575 / 170397         | |
| 709        | BW   | Datei hochladen                                                                          | Wohnhaus (um 1900)                                                         | G   | Rugenaustrasse 20 631681 / 169837         | |
| 710        | ja   | Datei hochladen · Wikidata zu Wohn- / Gewerbehaus (um 1900) (Q126301136)                 | Wohn- / Gewerbehaus (um 1900)                                              | G   | Harderstrasse 25 631857 / 170765          | |
| 718        | ja   | Datei hochladen · Wikidata zu Wohn- und Geschäftshaus (1904) (Q126301142)                | Wohn- und Geschäftshaus (1904)                                             | G   | Marktgasse 14 631745 / 170570             | |
| 735        | ja   | Datei hochladen · Wikidata zu Hotel Carlton (1900) (Q126301114)                          | Hotel Carlton (1900)                                                       | G   | Höheweg 92 632659 / 170998                | |
| 800; 1197  | ja   | Datei hochladen · Wikidata zu Doppelwohn- und Geschäftshaus (1900) (Q126301105)          | Doppelwohn- und Geschäftshaus (1900)                                       | G   | Bahnhofstrasse 15, 19 631750 / 170448     | |
| 812        | BW   | Datei hochladen                                                                          | Chalet Schumann (1897/98)                                                  | G   | Alpenstrasse 26 632472 / 170481           | |
| 818        | BW   | Datei hochladen                                                                          | Villa Helios (1906)                                                        | G   | Rosenstrasse 36 631924 / 170197           | |
| 875        | ja   | Datei hochladen · Wikidata zu Ehemaliges Hotel Simplon (1899) (Q126301108)               | Ehemaliges Hotel Simplon (1899)                                            | G   | Rugenparkstrasse 7 631600 / 170003        | |
| 880        | BW   | Datei hochladen                                                                          | Wohn- und Geschäftshaus Urania (1909/10)                                   | G   | Jungfraustrasse 38 631966 / 170458        | |
| 897        | ja   | Datei hochladen · Wikidata zu Postgebäude (1950–1953) (Q126301126)                       | Postgebäude (1950–1953)                                                    | G   | Marktgasse 1 631765 / 170511              | |
| 906        | BW   | Datei hochladen                                                                          | Wohnhaus (1904)                                                            | G   | General-Guisan-Strasse 9 631938 / 170239  | |
| 907        | ja   | Datei hochladen · Wikidata zu Wohnhaus (um 1500/1907) (Q126301146)                       | Wohnhaus (um 1500/1907)                                                    | G   | Höheweg 46 631947 / 170568                | |
| 908        | BW   | Datei hochladen                                                                          | Villa Berthoud (1854)                                                      | G   | Alpenstrasse 36 632595 / 170483           | |
| 925        | BW   | Datei hochladen                                                                          | Primarschulhaus mit Turnhalle (1912/13)                                    | G   | General-Guisan-Strasse 29 631818 / 170136 | |
| 927        | ja   | Datei hochladen · Wikidata zu Wohnhaus Bel-Air (um 1870/80) (Q126300381)                 | Wohnhaus Bel-Air (um 1870/80)                                              | G   | Kanalpromenade 34 631385 / 170066         | |
| 944; 980   | BW   | Datei hochladen                                                                          | Etagenwohnhaus (1910)                                                      | G   | Niesenstrasse 16, 18 631774 / 170244      | |
| 948        | BW   | Datei hochladen                                                                          | Wohn- und Geschäftshaus (um 1900)                                          | G   | Centralstrasse 16 631908 / 170423         | |
| 962        | BW   | Datei hochladen                                                                          | Wohnhaus Alpina (um 1875)                                                  | G   | Jungfraustrasse 50 632063 / 170371        | |
| 968        | BW   | Datei hochladen                                                                          | Wohnhaus (um 1905)                                                         | G   | Bernastrasse 25 631790 / 170015           | |
| 969        | ja   | Datei hochladen · Wikidata zu Hotel Oberland (um 1910) (Q126301118)                      | Hotel Oberland (um 1910)                                                   | G   | Postgasse 1 631841 / 170575               | |
| 971        | ja   | Datei hochladen · Wikidata zu Etagenwohnhaus (1904) (Q126285305)                         | Etagenwohnhaus (1904)                                                      | G   | Kanalpromenade 20 631409 / 170127         | |
| 1000       | BW   | Datei hochladen                                                                          | Villa (um 1900)                                                            | G   | Waldeggstrasse 41 632020 / 170142         | |
| 1043       | BW   | Datei hochladen                                                                          | Wohn- und Geschäftshaus (um 1900)                                          | G   | Centralstrasse 18 631917 / 170419         | |
| 1056       | ja   | Datei hochladen · Wikidata zu Maison Zwahlen (um 1890) (Q126301154)                      | Maison Zwahlen (um 1890)                                                   | G   | Neugasse 5 631749 / 170655                | |
| 1061       | ja   | Datei hochladen · Wikidata zu Einfamilienhaus (1911) (Q126301150)                        | Einfamilienhaus (1911)                                                     | G   | Lindenallee 56 632801 / 170618            | |
| 1069       | BW   | Datei hochladen                                                                          | Wohnhaus mit Läden (1903)                                                  | G   | Neugasse 17 631856 / 170698               | |
| 1089       | ja   | Datei hochladen · Wikidata zu Dreifamilienhaus (1911) (Q126301148)                       | Dreifamilienhaus (1911)                                                    | G   | Lindenallee 30 632755 / 170700            | |
| 1102       | BW   | Datei hochladen                                                                          | Wohn- und Geschäftshaus (um 1900)                                          | G   | Rugenparkstrasse 18 631570 / 169978       | |
| 1106       | ja   | Datei hochladen · Wikidata zu Villa Cranz (Q124807260)                                   | Villa Cranz (1924)                                                         | G   | General-Guisan-Strasse 43 631679 / 170033 | General Guisans Hauptquartier während der Kriegsjahre 1941–44; heute Nutzung als Gemeindehaus |
| 1113       | BW   | Datei hochladen                                                                          | Wohnhaus (1884)                                                            | G   | Waldeggstrasse 2 632019 / 170358          | |
| 1138       | BW   | Datei hochladen                                                                          | Ehemalige Likörfabrik (4. Quartal 19. Jahrhundert)                         | G   | Aarmühlestrasse 23 631727 / 170331        | |
| 1155; 1135 | BW   | Datei hochladen                                                                          | Doppeleinfamilienhaus (1923)                                               | G   | Lindenallee 46, 48 632805 / 170617        | |
| 1324       | BW   | Datei hochladen                                                                          | Wohnhaus (1803)                                                            | G   | Marktgasse 66 631664 / 170714             | |
| 1456       | ja   | Datei hochladen · Wikidata zu Obere Schleuse (1854/55) (Q126301122)                      | Obere Schleuse (1854/55)                                                   | G   | Postgasse 13a 631662 / 170816             | Das Objekt liegt hälftig auf dem Gemeindegebiet von Interlaken (ID 1456) und Unterseen (ID 2) |
| 1488       | BW   | Datei hochladen                                                                          | Ehemaliges Union-Hotel & Pension Reber (um 1870)                           | G   | Waldeggstrasse 4 632017 / 170345          | |
| 1757       | ja   | Datei hochladen · Wikidata zu Villa Rosa (1902) (Q126301132)                             | Villa Rosa (1902)                                                          | G   | Postgasse 20 631819 / 170704              | |
| 1845       | ja   | Datei hochladen                                                                          | Eisenbahnbrücke der Brünigbahn (1915/16)                                   | G   | Lanzenen N.N. 633960 / 171504             | Das Objekt liegt hälftig auf dem Gemeindegebiet von Interlaken (ID 1845) und Ringgenberg (ID 2346; 1880) |
| 1851       | BW   | Datei hochladen                                                                          | Litfassäule (um 1911)                                                      | G   | Bahnhofstrasse N.N. 631579 / 170355       | |
| 1946       | ja   | Datei hochladen                                                                          | Talstation der Harderbahn (1906/07)                                        | G   | Brienzstrasse 1 632646 / 171173           | Die Talstation und das Trassee liegen auf dem Gemeindegebiet von Interlaken (ID 1946) und die Bergstation auf dem Gemeindegebiet von Unterseen (ID 522). |
| 1989       | ja   | Datei hochladen · Wikidata zu Bahnhof Interlaken Ost (Q672006)                           | Bahnhof Interlaken Ost (1885)                                              | G   | Untere Bönigstrasse 5 632924 / 171115     | |
| 2011       | BW   | Datei hochladen                                                                          | Wohnhaus (um 1890)                                                         | G   | Alpenstrasse 50 632822 / 170502           | |
|            | BW   | Datei hochladen                                                                          | Brunnen (2. Hälfte 19. Jahrhundert)                                        | G   | Jungfraustrasse N.N. 632050 / 170424      | Deponiert im Lager. Stand früher gegenüber dem Hotel National (eh. Hauptgrundstücknummer: 171). |